# Peče
Peče este o localitate din comuna Moravče, Slovenia, cu o populație de 170 de locuitori.